# ジョゼ・ジョルジェ・レトリア

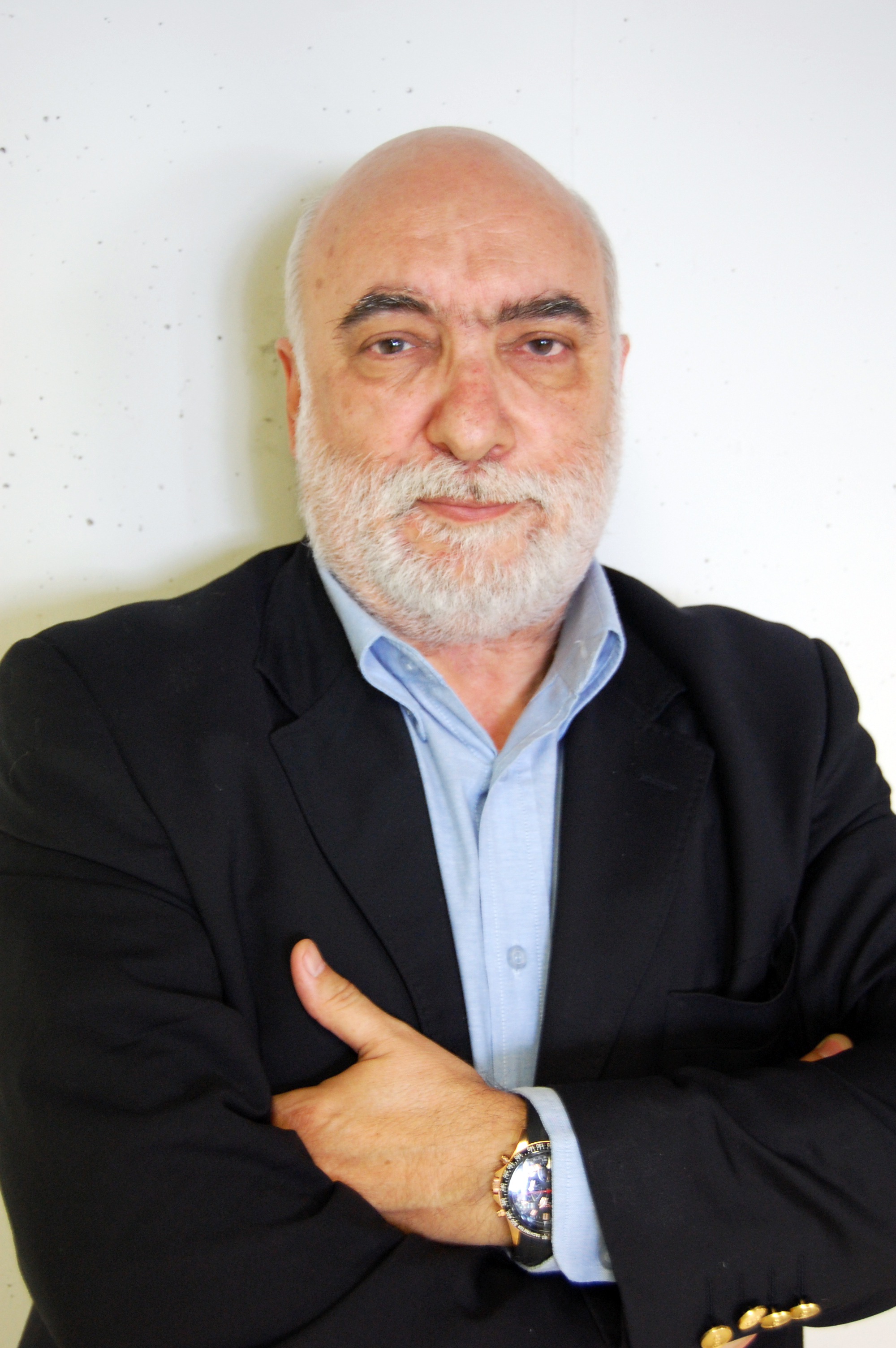
ジョゼ・ジョルジェ・レトリア

ジョゼ・ジョルジェ・レトリア (José Jorge Letria、1951年6月8日 -  ) は、ポルトガルの詩人、作家、音楽家。彼はポルトガル作家協会の会長である。画家の息子アンドレ・レトリアとの合作児童書がある。

## 受賞
彼はユネスコ国際賞、エッサ・デ・ケイロス賞、ゲラ・ジュンケイロ賞を2019年に受賞している。カストロ児童文学賞受賞。

## 日本語に訳された作品
- もしぼくが本だったら. ジョゼ・ジョルジェ・レトリア ぶん；アンドレ・レトリア え；宇野和美 やく. KTC中央出版, 2018.3. ISBN 978-4-87758-775-8. NDL 原題：For Se eu fosse um livro
- 戦争は、. ジョゼ・ジョルジェ・レトリア 文；アンドレ・レトリア 絵；木下眞穂 訳. 岩波書店, 2024.4. ISBN 978-4-00-061639-3. 原題：A Guerra